# Panki
Panki is een dorp in het Poolse woiwodschap Silezië, in het district Kłobucki. De plaats maakt deel uit van de gemeente Panki en telt 1500 inwoners.

## Verkeer en vervoer

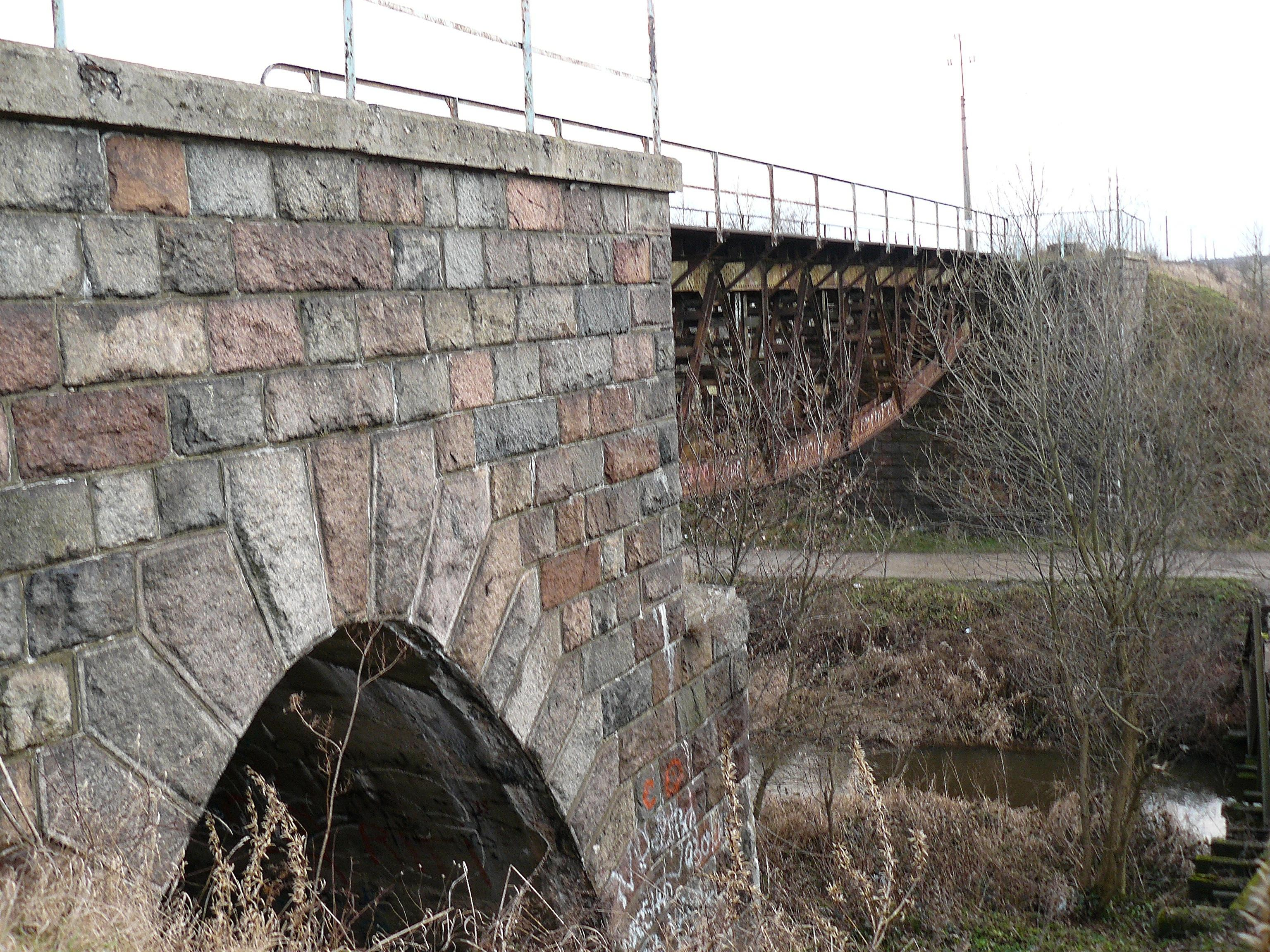
Brug bij Panki

- Station Panki